# Barometern Oskarshamns-Tidningen
Barometern Oskarshamns-Tidningen är Smålands största lokala tidning, med huvudsaklig spridning i sydöstra delen av landskapet. Den har stor spridning också på Öland. Tidningen utkommer måndag till lördag i cirka 43 000 exemplar och uppskattas ha runt 110 000 läsare dagligen.[källa behövs] Den har två upplagor, Barometern och Oskarshamns-Tidningen.
Tidningen har sedan bildandet av Allmänna valmansförbundet 1904 varit högertidning, idag med beteckningen moderat.
Huvudredaktionerna finns i Kalmar och Oskarshamn. Det finns även lokala redaktioner i Högsby, Mönsterås, Nybro, Torsås och Emmaboda i Kalmar län. Tidningen har 150 anställda och ingår sedan den 1 september 2003 i koncernen Gota Media AB. Chefredaktör och ansvarig utgivare är Anders Enström.

## Historia

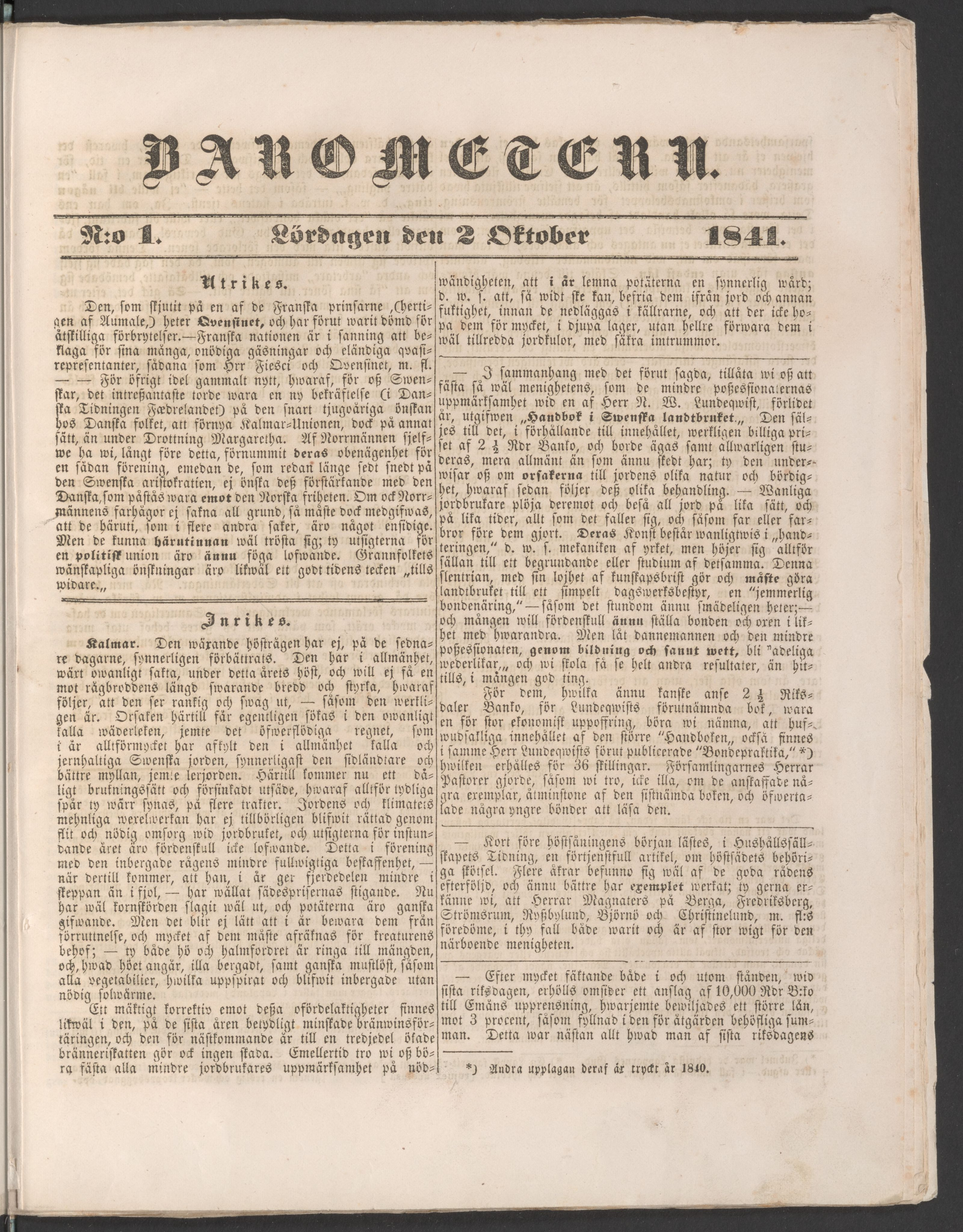
Första numret från 1841.

Kalmartidningen Barometern grundades 1841 av Jon Engström som var dess förste chefredaktör.
Tidningens i modern dagspress mycket ovanliga namn förklarades redan i provnumret. Det sägs där, att redaktionen ville "växelvis tillkännage både sina egna och publikens strödda tankar om åtskilliga ämnen och Barometern-namnet har i sådan mening blivit valt." Såsom en välkalibrerad meteorologisk barometer upplyste om lufttryck och väderlek skulle läsaren i tidningen förvänta sig kunna få en rättvisande information om det politiska och samhälleliga lufttrycket.
Under Engströms tid var bland andra Oscar Patric Sturzen-Becker, Pehr Thomasson, Karl af Kullberg och August Wilhelm Stjerngranat medarbetare i tidningen. År 1851 överläts tidningen till Anders Petersson, som följd av sonen Hjalmar Petersson och sonsonen Gustaf Petersson ledde tidningen fram till 1934. 1912 blev Barometern sexdagarstidning. Bland senare medarbetare märks Oscar Swahn samt redaktörerna Gösta Thalén,  Hilding Wibling och Tage Forsberg.
I november 1962 köptes Oskarshamns-Tidningen som år 1963 blev en avläggare till Barometern. Den 16 mars 1963 trycktes det sista numret av OT i Oskarshamn.

## Chefredaktörer
Fram till 1963 enbart chefredaktörer för Kalmartidningen Barometern.
- Hjalmar Petersson, 1875-1919[5]
- Gösta Thalén, 1919-1938[5]
- Hilding Wibling, 1938-1954[6]
- Tage Forsberg, 1955-1972[6]
- Olof Westin, 1972-1985[6]
- Matti Häggström, 1985-1991[6]
- Anders Wendelberg, 1992-1997[6]
- Lennart Holmerin, 1997-2000[6]
- Gunilla Sax (ursprungligen Andreasson), 2000-2013
- Anders Enström, 2013-ff